# Lévon Pachalian
Lévon Pachalian (arménien : Լեւոն Բաշալեան), parfois francisé Léon Pachalian, né le 24 septembre 1868 à Constantinople et mort le 1er février 1943 à Vichy, est un écrivain, homme de lettres et homme politique arménien.

## Biographie
Lévon Pachalian naît le 24 septembre 1868 à Constantinople, dans le quartier d'Üsküdar. Il fait ses études à l'école Berberian.
Il fait ses premiers pas dans l'écriture en travaillant pour les périodiques Massis, Arevelk et Hayrenik. Il collabore alors avec des écrivains comme Arpiar Arpiarian et Krikor Zohrab, et devient rapidement une figure importante du mouvement réaliste arménien.
Membre du parti social-démocrate Hentchak, il s'exile à Paris en 1890 alors que les autorités ottomanes répriment les partis politiques arméniens. Il retourne ensuite dans l'Empire ottoman mais est obligé de fuir de nouveau le pays en 1896, alors que les massacres hamidiens ravagent la minorité arménienne. Il s'installe alors à Londres où, avec Arpiar Arpiarian, il lance la revue politique et littéraire Nor Guiank (1898-1901), organe du parti Hentchak réformé (ce périodique est ensuite dissous dans Hentchak, l'organe officiel du parti). Il vit alors dans un grand dénuement, dont il témoigne dans une lettre datée du 4 juillet 1898 adressée à Archag Tchobanian.
L'année 1902 marque un tournant dans la vie de Lévon Pachalian. En effet, il abandonne la littérature et s'installe à Bakou pour travailler au service d'une entreprise pétrolière française. Il y reste jusqu'en 1920, date de la soviétisation de l'Azerbaïdjan.
Lévon Pachalian déménage alors de nouveau à Paris. Il y est membre de la Délégation nationale arménienne en 1922-1923. En 1924, il se rend en Arménie soviétique en tant que membre du Comité central des réfugiés arméniens et de l'Union générale arménienne de bienfaisance, afin de participer à l'organisation de la construction d’hôpitaux, d'écoles et de logements.
Il reprend aussi son activité littéraire : il est ainsi proche de l'écrivain Yéghiché Tcharents, écrit dans les périodiques arméniens des articles de critique littéraire et, entre 1928 et 1932, il publie le journal bilingue Le Foyer,. Entre 1931 et 1936, il est membre de l'Office international Nansen pour les réfugiés.
Lors de la déclaration de guerre, il signe avec Archag Tchobanian et T. Nersoyan, chef de l’Église arménienne de France, un texte au nom de la diaspora arménienne en France assurant la fidélité de cette communauté au gouvernement français. Lévon Pachalian se réfugie ensuite à Vichy, période pendant laquelle Archag Tchobanian se charge de préparer un recueil de ses nouvelles. Textes de prose réaliste publiés à la fin du XIXe siècle dans des revues arméniennes de Constantinople, ce volume voit le jour en 1941.
Il meurt le 1er février 1943 à Vichy. Il est enterré au cimetière parisien de Bagneux.

## Style littéraire
Lévon Pachalian est considéré comme un auteur réaliste, ses écrits s'appuyant sur des situations réelles. Ils sont aussi marqués par une certaine tristesse et la narration de vies brisées. Dans leur ouvrage sur la littérature arménienne, Agop Jack Hacikyan, Gabriel Basmajian, Edward S. Franchuk et Nourhan Ouzounian décrivent son style de la façon suivante : « Son sens pointu de l'observation, son expression sobre et son don pour la narration directe, sans fioritures littéraires, rendent ses histoires simples, captivantes et impressionnantes ».

## Publications
- (hy) « Հմայաթափ » [« Désenchanté »], Massis, no 3920,‎ 3 décembre 1888 (lire en ligne)
- (hy) « Ղալաթիոյ “րէսդ”ը » [« Le Cercle de Galata »], Massis, no 3924,‎ 1er septembre 1889, p. 6-11 (lire en ligne), [lire en ligne]
- (hy) « Դրացուհին » [« La voisine »], Massis, no 3926,‎ 1er octobre 1889, p. 26-29 (lire en ligne), [lire en ligne]
- (hy) « Խաչախճի », Massis, no 3933,‎ 15 janvier 1890, p. 159-162 (lire en ligne), [lire en ligne]
- (hy) « Ա՛յս է եղեր » [« C'était donc ça »], Massis, no 3937,‎ 15 mars 1890, p. 218-226 (lire en ligne), [lire en ligne]
- (hy) « Սիւզէնիի վարպետ » [« L'habile brodeuse »], Massis, no 3940,‎ 1er mai 1890, p. 271-274 (lire en ligne), [lire en ligne]
- (hy) « Վերջին համբոյրը » [« Le dernier baiser »], Massis, no 3941,‎ 15 mai 1890, p. 283-287 (lire en ligne), [lire en ligne]
- (hy) « Անժէլ » [« Angel »], Massis, no 3943,‎ 15 juin 1890, p. 317-321 (lire en ligne), [lire en ligne]
- (hy) « Նոր զգեստը » [« Le nouveau vêtement »], Massis, no 3943,‎ 15 juin 1890, p. 325-327 (lire en ligne), [lire en ligne]
- (hy) « Պալըխճի Գէորգ » [« Kévork le pêcheur »], Massis, no 3946,‎ 1er août 1890, p. 366-371 (lire en ligne), [lire en ligne]
- (hy) « Տէրտէրին ուխտը » [« Le vœu du prêtre »], Massis, no 3947,‎ 15 août 1890, p. 382-385 (lire en ligne), adapté en court métrage en 1894 en Arménie sous le titre Աղավնիներ (Les Colombes)[4]
- (hy) « Սիրոյ գիշեր » [« Nuit d'amour »], Hayrénik,‎ 7 septembre 1891 (lire en ligne)
- (hy) Միջերկրականի յիշատակներ [« Souvenirs méditerranéens »] :
  - (hy) « Կրիայն » [« Tortue »], Hayrenik, no 1,‎ 13 juillet 1891, p. 2-3 (lire en ligne), [lire en ligne]
  - (hy) « Մաթաբանի ճգնաւորը » [« L'Ermite de Mataban »], Hayrenik, no 77,‎ 5 novembre 1891, p. 1-2 (lire en ligne), [lire en ligne]
  - (hy) « Վրանին տակ » [« Sous la tente »], Hayrenik,‎ 30 décembre 1891 (lire en ligne)
  - (hy) « Քարիսթոյի ծոցին մէջ » [« Dans le golfe de Kalysto »], Hayrenik, no 124,‎ 26 janvier 1892, p. 1-2 (lire en ligne), [lire en ligne]
- (hy) « Շերամի որդերը » [« Les vers à soie »], Hayrénik, no 174,‎ 9 juillet 1892, p. 1-2 (lire en ligne), [lire en ligne]
- (hy) « Ձրի » [« Gratis »], Hayrenik, no 309,‎ 21 novembre 1892, p. 1 (lire en ligne), [lire en ligne]
- (hy) « Զարթօնք » [« Éveil »], Massis, no 3973,‎ 9 janvier 1893, p. 3-7 (lire en ligne), [lire en ligne]
- (hy) « Աղաւնիները » [« Les Colombes »], Hayrenik, no 360,‎ 16 janvier 1893, p. 1-2 (lire en ligne), [lire en ligne]
- (hy) « Կաղանդչէքը » [« L'étrenne »], Hayrénik,‎ 1er janvier 1894 (lire en ligne)
- (hy) « Մանրանկար » [« Miniature »], Hayrenik,‎ 23 juillet 1895 (lire en ligne)
- (hy) « Ցեղին ձայնը » [« La voix de la tribu »], Anahit, no 1,‎ novembre 1898, p. 34-37 (lire en ligne), [lire en ligne]
- (hy) Նորավէպներ եւ պատմուածքներ [« Nouvelles et Récits »]  (préf. Archag Tchobanian), Paris, Impr. Araxe,‎ 1941, 272 p. (BNF 41410728, lire en ligne sur Gallica), recueil regroupant des œuvres éparpillées dans des périodiques stambouliotes[4] et préparé par Archag Tchobanian[10]
- (hy) Պատմուածքներ [« Histoires »], Alep,‎ 1945, 200 p.
- (hy) Ընտիր երկեր [« Œuvres choisies »], Erevan,‎ 1962, 284 p.
- (hy) avec Tlgadintsi et Arandzar, Երկեր [« Œuvres »], Erevan, Sovedagan krogh,‎ 1982, 624 p. (BNF 42470137, lire en ligne), p. 257-475
- (hy) Երկեր [« Œuvres »], Antélias, Éditions du Catholicossat arménien de Cilicie,‎ 1994, 380 p. (BNF 41443061)
- (hy) Արմաշի ուխտագնացութիւնը [« Le pèlerinage d'Armache »] (lire en ligne)